# Lewis B. Gunckel

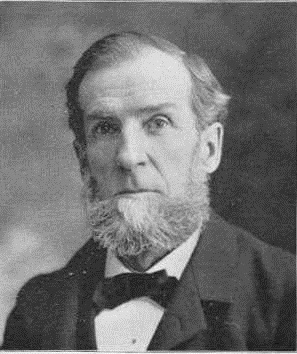
Lewis B. Gunckel

Lewis B. Gunckel (* 15. Oktober 1826 in Germantown, Montgomery County, Ohio; † 3. Oktober 1903 in Dayton, Ohio) war ein US-amerikanischer Politiker. Zwischen 1873 und 1875 vertrat er den Bundesstaat Ohio im US-Repräsentantenhaus.

## Werdegang
Lewis Gunckel besuchte vorbereitende Schulen. Im Jahr 1848 absolvierte er das Farmer’s College. Nach einem anschließenden Jurastudium am Cincinnati College und seiner 1851 erfolgten Zulassung als Rechtsanwalt begann er in Dayton in diesem Beruf zu arbeiten. Später schlug er als Mitglied der 1854 gegründeten Republikanischen Partei eine politische Laufbahn ein. Zuvor hatte er der Whig Party angehört. Im Juni 1856 war er Delegierter zur ersten Republican National Convention in Philadelphia, auf der John C. Frémont als Präsidentschaftskandidat nominiert wurde. Zwischen 1862 und 1865 gehörte Gunckel dem Senat von Ohio an. Im Jahr 1864 wurde er in den Vorstand der National Homes for Disabled Volunteer Soldiers, einer Organisation, die sich für Heimstätten behinderter Soldaten befasste, berufen. Diese Position bekleidete er bis 1871. In diesem Jahr wurde er Bundesbeauftragter zur Untersuchung von Betrugsfällen zu Lasten der Cherokee und anderer Indianerstämme.
Bei den Kongresswahlen des Jahres 1872 wurde Gunckel im vierten Wahlbezirk von Ohio in das US-Repräsentantenhaus in Washington, D.C. gewählt, wo er am 4. März 1873 die Nachfolge des Demokraten John F. McKinney antrat. Da er im Jahr 1874 nicht bestätigt wurde, konnte er bis zum 3. März 1875 nur eine Legislaturperiode im Kongress absolvieren. Nach seiner Zeit im US-Repräsentantenhaus praktizierte Gunckel wieder als Anwalt. Er starb am 3. Oktober 1903 in Dayton, wo er auch beigesetzt wurde.